# Ogród bestii
Ogród Bestii (ang. Garden Of Beasts) – książka Jeffery Deavera wydana w 2004 roku. 
Książka opowiada historię kryminalisty Paula Shumanna, który morduje ludzi na zlecenia mafii. Zostaje jednak złapany i ma do wyboru śmierć albo ostatnie zlecenie wydane przez rząd. Celem jest główny architekt remilitaryzacji Niemiec Reinhard Ernst. Akcja, pełna nieoczekiwanych zwrotów, rozgrywa się w sercu Niemiec - Berlinie.